# Musical Academy
Musical Academy（ミュージカル・アカデミー）是日本知名藝能經記公司傑尼斯事務所旗下的一個4人偶像團體。一般簡稱為MA，原本這只是歌迷間的暱稱，但最近事務所官方網站也常使用「MA」來代替全名。雖然該團成軍多年資歷豐富，不僅活躍於各類表演工作，也吸引一批死忠的支持者，但按照傑尼斯慣例，尚未發行CD便不代表正式出道，故目前MA仍屬於小傑尼斯（Johnny's Jr.）的一員。

## 簡介
1999年，事務所把參與演出少年隊「PLAYZONE'99 Goodbye＆Hello」音樂劇的小傑尼斯集結成團而誕生。除了以團體形象出現在雜誌報導中，也登上日本歌唱節目「Music Station」現場表演，後來更成為節目的固定來賓，使得以『Musical Academy』為名的團體活動漸漸增加，該團也因此站穩腳步。
MA早期的成員除了現在4位團員以外，還加上嵐的大野智以及現已轉業的小原裕貴等人，後來團員經過數度更換、增減，才固定成目前大家所見到的「MA」。
『Musical Academy』團如其名，基本上以舞台演出佔大多數，高超的舞蹈實力在傑尼斯各團中數一數二，甚至可以表演連續空翻等媲美體操特技的高難度舞姿。近年MA常為前輩KinKi Kids在演唱會或歌唱節目中伴舞，由於長年密切的合作，兩團的感情非常好，堂本光一曾說MA對他而言是「最可愛的存在」；2007年底KinKi Kids演唱會前夕，MA的隊長町田因「橫紋筋融解症」緊急入院並取消工作，堂本剛便親手寫了一封慰問信給他，堂本光一也傳簡訊要他安心，足見前後輩之間的好情誼。
曾於2004年5月8日和瀧與翼成員今井翼來台灣參加第15屆金曲獎，並且一起走星光大道接受訪問，與今井翼同掛名演出「JOHNNY'S POWER」。
目前在傑尼斯Jr.各團中，MA可以說是活動年數最長、也較為活躍的一團。在傑尼斯事務所官方手機付費網站「Johnny's Web」可以看見他們的最新情報與專屬的成員日記。
2007年10月，秋山純因故暫停藝能活動，隔年3月退社。2008年6月，「Johnny's web」拿掉了他的個人檔案，僅剩町田、米花、屋良3人，被視為是宣告秋山退社的慣例作法。
2012年7月底，米花剛史向事務所申請退社，正式向演藝界引退。
2015年2月町田慎吾因契约满了不在杰尼斯事务所jr，“Johnny's web”拿掉了他的个人档案，3月5日正式退社，剩下的只有屋良朝幸在内，这个组合已经拆散了。
屋良朝幸於2015年10月正式從小傑尼斯畢業成為個人藝人。

## 成員
- 屋良朝幸（やら ともゆき、1983年2月1日－）

### 過去成員
- 大野智（嵐）
- 事務所退社
  - 町田慎吾 米花剛史　秋山純　原知宏　小原裕貴　萩原幸人　大堀治樹　良知真次　福原一哉　高橋讓　松本淳一

## 演出作品

### 舞台劇
- PLAYZONE 系列（1999年－毎年演出、東京・大阪）
- SHOCK 系列（2000年－毎年演出、東京帝國劇場）
- Foot loose（2001年9月・10月）- 秋山
- CHRISTMAS・BOX（2001年11月、東京・大阪）- 屋良
- My Mirage（2002年9月、神奈川）- 町田・屋良・米花
- Foot loose（再度上演）（2002年9月・10月）- 秋山
- 青木家的老婆（2003年5・6月、東京・大阪）
- My Mirage II（2003年10月、東京）- 町田・屋良・米花
- （2003年10月、東京・大阪）- 秋山
- 仲夏夜之夢（2004年5月・6月、東京・大阪）
- Stand By Me（2004年7月・8月、東京）- 秋山
- （2004年9月、長野・東京）- 町田・屋良
- FAME（2005年11月、東京・大阪）
- 忍者幻術 NARUTO（2006年5月、東京・大阪）
- FAME（再度上演）（2006年11月、福岡・名古屋・大阪・東京）
- SURVIVAL☆ISLAND（2007年5月・6月、東京・兵庫）
- DREAM BOYS（2007年9月、東京）- 屋良
- @The Globe Project　vol.3（2007年12月、東京）- 町田・米花
- Full House（2008年5月・6月、東京・兵庫）- 町田・米花

### 電視劇
- 銀狼怪奇檔案～擁有兩種頭腦的少年～（日本電視台、1996年1月13日－3月16日）- 秋山
- HOTEL（第5季）（TBS、1998年）- 秋山
- 傳說的教師（日本電視台、2000年4月15日－6月24日）- 屋良・米花
- 向井荒太的動物日記～愛犬羅斯蘭蒂的災難～（日本電視台、2001年1月3日－3月17日）- 秋山
- 老媽多管閒事（富士電視台、2001年）- 屋良
- 續・老媽多管閒事（富士電視台、2002年）- 屋良
- 劇團演技者（富士電視台、2005年5月25日－6月15日）- 屋良・町田
- 刑事純情派　特別篇（朝日電視台、2007年12月28日）- 町田

### 綜藝節目
- - THE NIGHT OF HIT PARADE（日本電視台）
- 少年隊夢（富士電視台）
- 世代密林～Generation Jungle～（日本電視台）- 秋山 ※不定期
- THE少年俱樂部Premier（NHKBS2）
- （富士電視台）※來賓

### 廣告代言
- 品客 洋芋片（P&G JAPAN）- 町田・米花

## 音樂活動

### 演唱會
- Johnnys Theater　“MA 1st LIVE 2005”

2005年8月28日（含2場追加公演，總共3場公演）
於品川王子飯店內的「Johnnys Theater」舉辦首次單獨演唱會。演出內容與過去的舞台表演不同，是MA全新的原創表演。

### 原創歌曲
- Heaven's Hole（MA的第一首原創歌曲）
- DEEP INSIDE
- Period
- 縣立 Musical Academy 高中（校歌）（作曲：屋良）
- （Rap詞：町田）
- Endless Summer（Rap詞：町田）

※全部未CD化